# کولیک ۲۷۹۴
سیارک ۲۷۹۴ (به انگلیسی: 2794 Kulik، نامگذاری:1978PS3) دو هزار و هفتصد و نود و چهارمین سیارک کشف شده‌است که در ۸ اوت ۱۹۷۸ کشف شد.
قدر مطلق سیارک برابر ۱۲٫۷۰ است.